# ساندي فيرغسون
ساندي فيرغسون (بالإنجليزية: Sandy Ferguson)‏ مواليد 24 يوليو 1879 في مونكتون، نيو برونزويك، كندا - الوفاة 26 فبراير 1919 في رود آيلاند، الولايات المتحدة، كان ملاكم محترف كندي صنّف ضمن فئة الوزن الثقيل بدأ مسيرته الاحترافية سنة 1898.

## إحصائيات
خاض خلال مسيرته 75 نزالا، فاز في 38 وتعادل في 12 وخسر في 25. فاز بالضربة القاضية في 11 نزالا.

## روابط خارجية
- ساندي فيرغسون على موقع بوكس ريك (الإنجليزية) (registration required)